# Thetidia bytinskii
Thetidia bytinskii là một loài bướm đêm trong họ Geometridae.